# Barrage de Mattmark
Le barrage de Mattmark est un barrage situé à Mattmark, en haut de la vallée de Saas (canton du Valais, Suisse). La plaine et le petit lac naturel de Mattmark ont été engloutis sous la retenue d'eau artificielle, le lac de Mattmark.
L'ouvrage s'inscrit dans la politique suisse de développement des infrastructures hydroélectrique en Valais après la Seconde guerre mondiale. Le souhait d'aménager l'espace pour limiter les risques naturels de débâcle, particulièrement élevés dans cette vallée, est également un élément décisif dans le choix de bâtir le barrage. Les premiers travaux préparatoires commencent en 1955 et la construction de l'édifice débute en 1960 pour s'achever en 1966.
La construction est marquée par la catastrophe de Mattmark, le 30 août 1965. Au total, 88 ouvriers sont tués lors de l'effondrement d'un pan du glacier de l'Allalin sur le chantier. Cette catastrophe, où la plupart des morts sont des immigrés, met en lumière le rôle de l'immigration dans le développement économique de la Suisse ainsi que la précarité de leurs conditions de travail.
La production électrique débute en 1968.

## Contexte: Mattmark et risques glaciaires
Avant l'existence du lac de barrage actuel, Mattmark était une plaine sub-alpine / alpine où se trouvait un lac naturel, dont la forme et la superficie dépendaient de l'avancée ou du recul des glaciers alentours, notamment celui de l'Allalin,,. L'Allalin, un glacier très instable et sujet à d'importants mouvements a en effet fréquemment envahi la vallée durant les périodes froides. Durant ces moments d'avancée, le glacier a provoqué la constitution de digues de glace et donc d'un lac glaciaire (l'eau de fonte étant empêchée de s'écouler vers l'aval). La vallée de Saas a ainsi subi plusieurs débâcles au cours de son histoire.

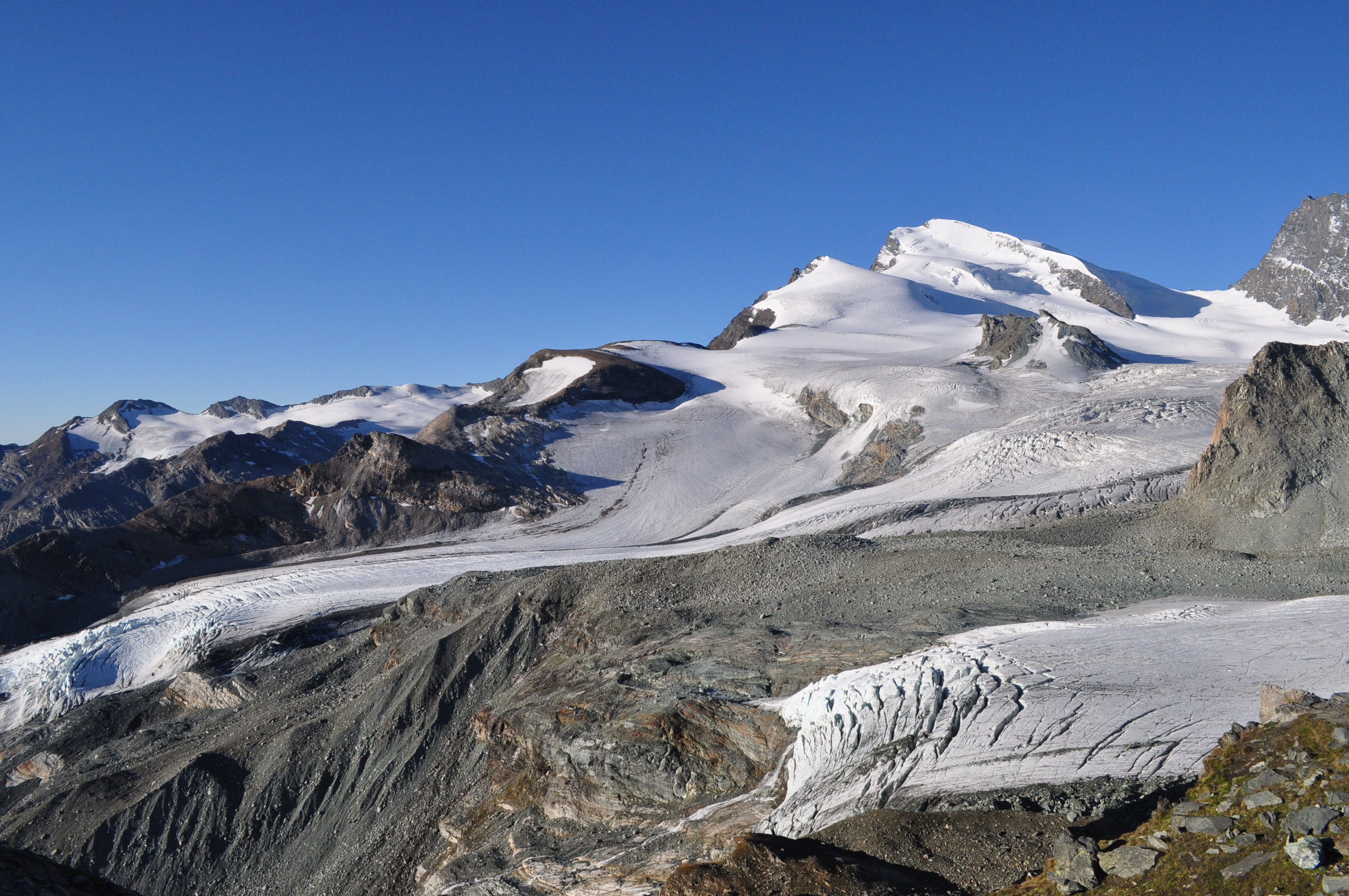
Le glacier de l'Allalin avec le Strahlhorn (4190 m).

Des inondations parfois dramatiques sont intervenues au fil des siècles lorsque la barrière glaciaire fondait, notamment en 1589, 1633, 1680 et 1772, où des villages et des pâturages ont été envahis par les eaux.
Ainsi, l'inondation de 1633 a obligé plusieurs familles à quitter la région. D'autres ont travaillé des années pour remettre en état le fond de la vallée, en faisant vœu de ne pas se marier tant qu'ils n'rauraient pas achevé leur tâche ; et, dans les quatorze années qui ont suivi, pas un seul mariage n'a eu lieu dans la paroisse de Saas. Les ruptures de la barrière naturelle de 1589 et de 1633 ont été jusqu'à atteindre Viège, où elles ont dévasté les terres agricoles. Et en 1680, 18 maisons ont été détruites à Viège. Pour prévenir de telles catastrophes, les habitants ont envisagé, autour de 1900, de construire un canal de drainage souterrain ; mais les fonds ont manqué pour pouvoir le réaliser.

## Barrage

### Description
Le barrage de Mattmark est un barrage remblai,. La digue est construite en grande partie avec le matériel morainique se trouvant directement sur la plaine de Mattmark.

### Caractéristiques techniques
- Hauteur : 120 m[8]
- Longueur du couronnement : 780 m[8]
- Volume de l'ouvrage : 10 500 000 m3[8]
- Volume du lac : 101 millions de m3[8]
- Superficie du lac : 1,76 km2
- Altitude : 2 197 m
- Bassin versant : 37,1 km2

Photographies du barrage de Mattmark et de sa retenue d'eau.
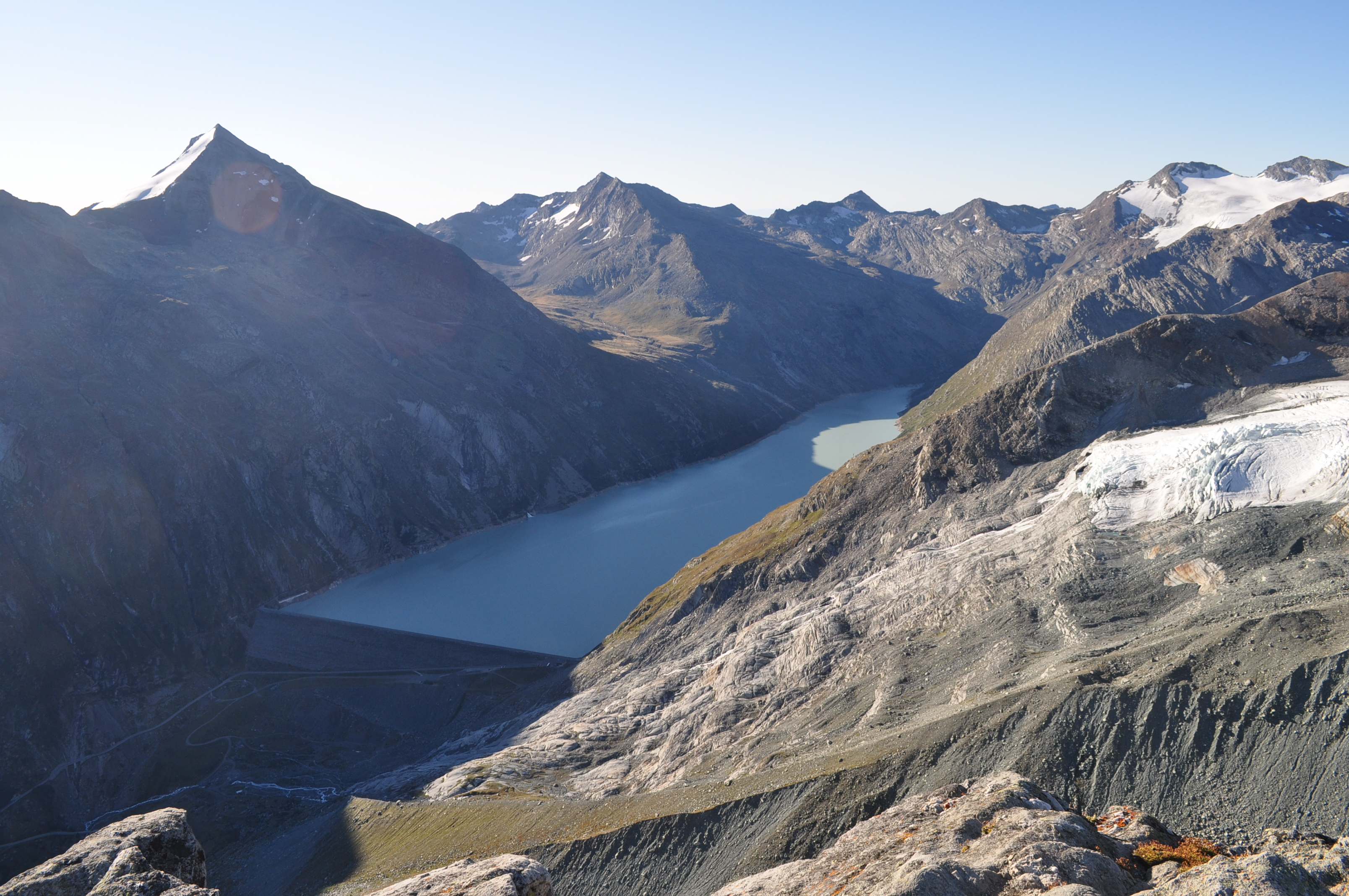
Vue sur le barrage de Mattmark et sa retenue d'eau (orientation sud).
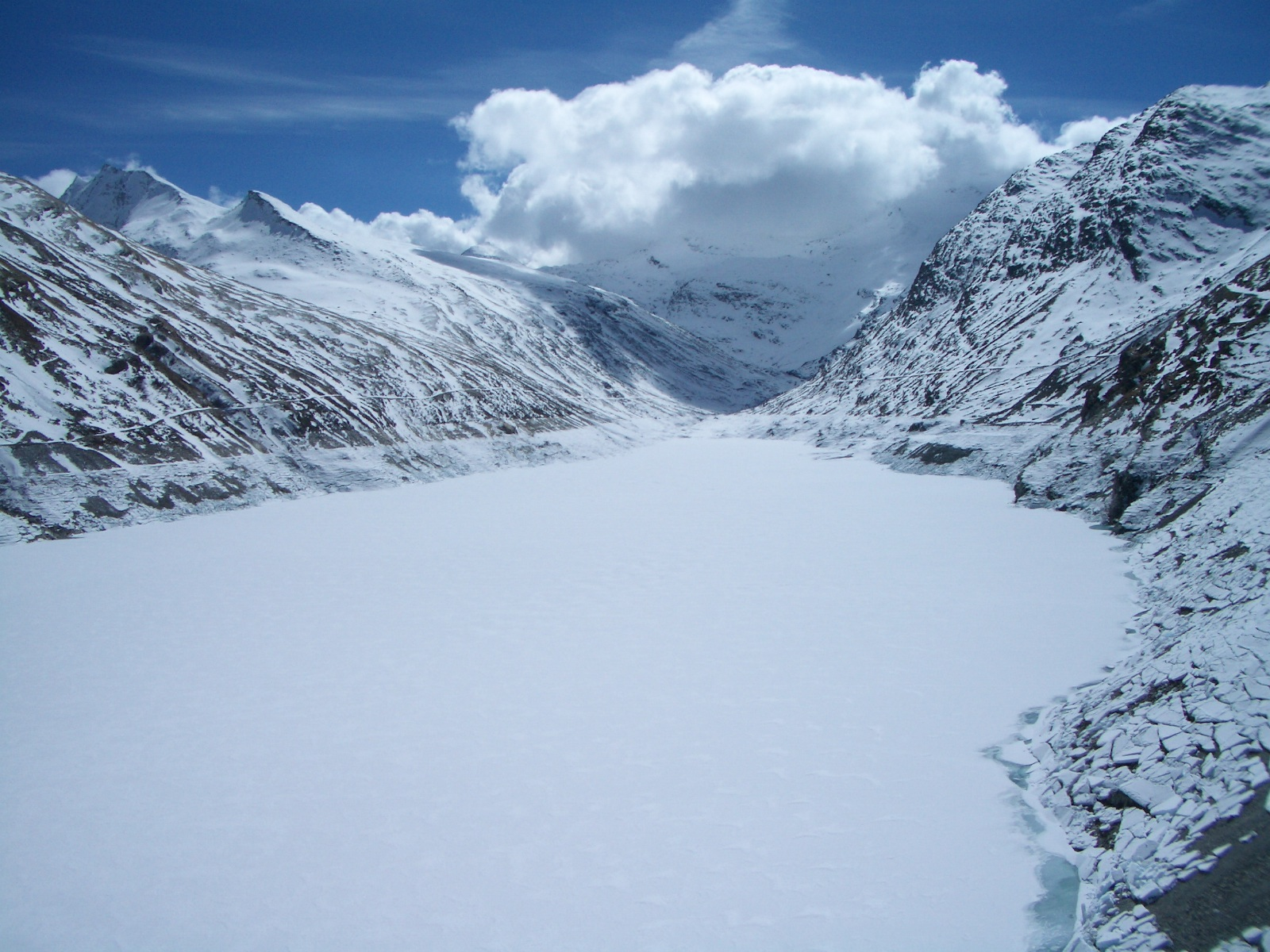
Vue sur le lac de Mattmark en hiver (orientation sud).

## Histoire du barrage et de sa construction

### Projet de construction d'un barrage
Après la Seconde guerre mondiale, les autorités fédérales suisses lancent de grands projets de constructions d'infrastructures hydroélectriques (des barrages) dans les montagnes valaisannes. Le pays ne disposant pas de ressources minières importantes (ex : charbon), la possibilité de produire de l'énergie à bas coûts en s'appuyant sur les réserves d'eau contenues dans les montagnes constitue une alternative pertinente pour assurer le développement économique du pays. Par ailleurs, les grands travaux qui sont entrepris dans les zones alpines permettent d'investir et de développer les cantons montagnards, comme le Valais.
L'objectif de construire un barrage à Mattmark repose également sur la nécessité pour les autorités locales de maîtriser et réduire les risques naturels dans la vallée de Saas,. La question des débâcles des lacs glaciaires générés par l'Allalin est notamment présente. La construction de l'ouvrage hydroélectrique sera également accompagnée par la mise en place d'infrastructures et d'aménagements à même de préserver les populations et l'économie de la vallée en aval.
Les autorités décident d'ériger le barrage dans la zone située sous le glacier l'Allalin. Ce choix était motivé par la volonté de protéger les installations techniques hydroélectriques d'éventuels dommages causés par le glacier.

### Construction
La construction du barrage est décidée le 28 juin 1955. Les travaux de préparation pour le futur chantier commencent rapidement. Une route permettant de relier le site de Mattmak à Viège est alors construite afin d'assurer l'acheminement du matériel, des matériaux et des ouvriers.
Le rythme de travail sur le chantier est important. Les équipes travaillent en continu 24 heures sur 24.
Des explosifs sont utilisés afin de creuser des galeries et des tunnels dans la roche.
À l'instar des autres chantiers de grandes infrastructures alpines (barrages, tunnels) en Suisse, la grande majorité des ouvriers travaillant sur le chantier sont des émigrés souvent d'origine italienne. Le statut de ces travailleurs est précaire : les autorisations de travail sont difficiles à obtenir, nécessitent des examens administratifs approfondis et sont délivrées uniquement de manière temporaire ou saisonnière. Tous ces ouvriers constituent donc une main d’œuvre bon marché pour les entreprises et qui s’accommode de conditions de travail difficiles. 
L'ensemble des employés, des ingénieurs aux ouvriers, sont logés dans des baraques à proximité du chantier. Toutefois, les baraques des ingénieurs et ouvriers qualifiés sont situés à plus grande distance des travaux, sont de meilleure qualité et disposent de davantage d'aménagements et de conforts. Les baraques de nombreux ouvriers, notamment immigrés, sont elles situées sous le glacier le l'Allalin.

### Catastrophe de Mattmark
Le lundi 30 août 1965 à 17 h 15, un pan du glacier de l'Allalin surplombant le site du barrage de Mattmark s'effondre sur le chantier,. Plusieurs baraquements de travail ainsi qu'un dortoir pour les ouvriers sont ensevelis sous 2 millions de mètres cubes de glace, de rochers et de terre. La catastrophe fait 88 morts, dont une grande majorité de travailleurs immigrés (principalement des Italiens).

Photographies liées à la catastrophe de Mattmark.
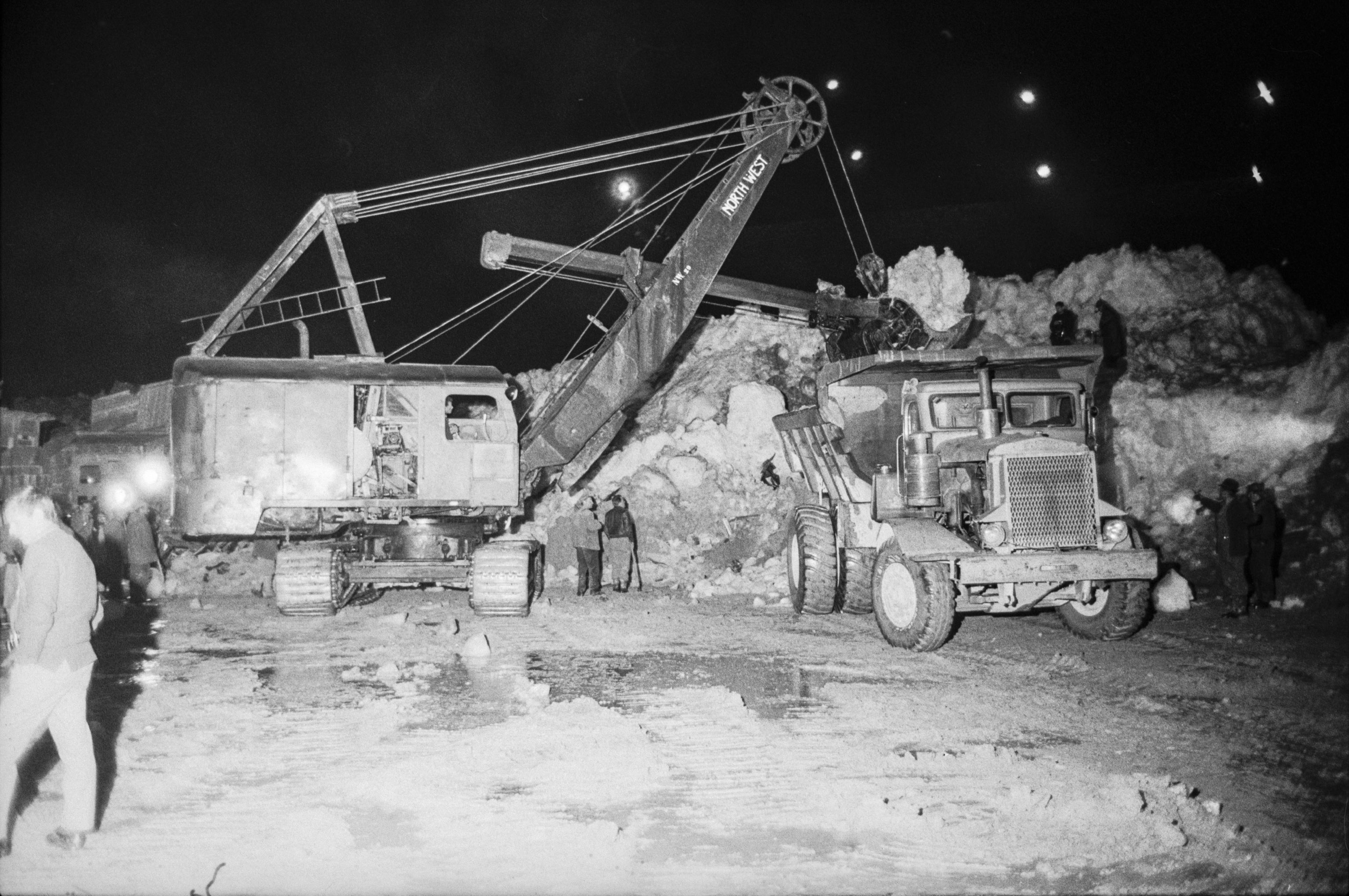
Travaux nocturnes après la chute du glacier de l'Allalin.
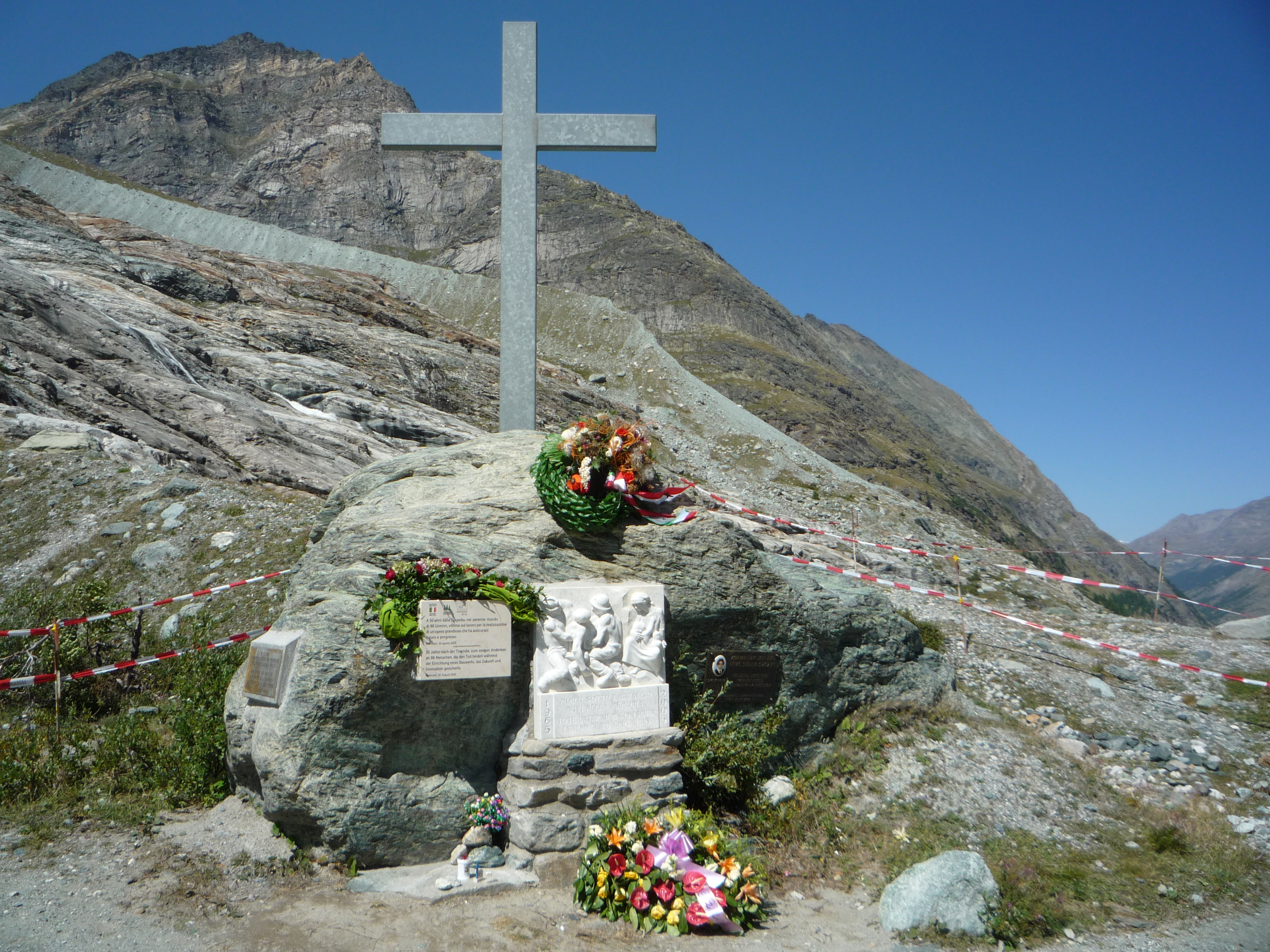
Mémorial pour les 88 victimes du 30 août 1965.

En 1972, le Tribunal d'arrondissement du haut-Valais à Viège acquitte les dix-sept prévenus (directeurs, ingénieurs et hauts fonctionnaires) en première instance,. En appel, le Tribunal cantonal de Sion confirme le jugement et conclut par un non-lieu. Le partage des frais de justice, pour moitié à la charge des familles des victimes, suscite l'émoi en Italie. Le gouvernement italien décide de régler les montants réclamés par la justice suisse.
La catastrophe de Mattmark met en lumière l'importance du travail supporté par la population immigrée pour le développement des infrastructures suisses, ainsi que les mauvaises conditions de travail,.

### Commémoration de la catastrophe
La reconnaissance par les autorités valaisannes et suisses du caractère mémoriel de la catastrophe intervient à partir des années 1980. En 1985, une première plaque officielle est posée et une cérémonie est organisée pour commémorer les 20 ans du drame.
Avant cette date, les familles et des anonymes déposent sur les lieux du drame de nombreuses plaques commémoratives.